# Shakir Stewart
Shakir Stewart (* 12. April 1974 in Oakland, Kalifornien; † 1. November 2008 in Marietta, Atlanta, Georgia) war ein US-amerikanischer Musikunternehmer, der 2008 die Nachfolge von Jay-Z bei der Island Def Jam Music Group antrat.

## Biografie
Stewart wuchs in Oakland auf und besuchte anschließend das Morehouse College in Atlanta. Dort wurde er bekannt, da er einige Partys und Konzerte organisierte. Mit einigen Schulfreunden gründete er eine Produktionsfirma namens Noontime, die unter anderem die Karriere von Jazze Pha, Johnta Austin und Bryan-Michael Cox.
Seine Karriere begann bei dem Verlag Hitco Music Publishing, für die er Beyoncé Knowles unter Vertrag nahm. 2000 wurde er A&R bei LaFace Records. Zu seinen Entdeckungen dort gehörte die Contemporary-R&B-Sängerin Ciara. 2004 verließ er diese Plattenfirma und arbeitete als A&R-Beauftragter für Def Jam. Dort entdeckte er die Rapper Young Jeezy und Rick Ross. Im Juni 2008 übernahm er den Posten als Executive Vice President, der seit der Kündigung von Jay-Z im Dezember 2007 vakant war.
Am 1. November 2008 wurde Stewart zu Hause tot aufgefunden. Er hatte sich mit einem Kopfschuss selbst getötet.